# Ornithion inerme
Ornithion inerme là một loài chim trong họ Tyrannidae.